# یوژه پلجنیک
یوژه پلجنیک به (اسلوونیایی: Jože Plečnik؛ ؛ ۲۳ ژانویه ۱۸۷۲ – ۷ ژانویه ۱۹۵۷) یک معمار اهل اسلوونی بود که تأثیر عمده‌ای در شکل‌گیری هویت شهری امروزی لیوبلیانا پایتخت اسلوونی به‌عهده دارد. تأثیر آثار متعددی که او در این شهر ساخته با تأثیر آنتونی گائودی در بارسلونا مقایسه شده است.